# Darsana
Darshana (ou darśana) é uma das disciplinas das escolas de filosofia Hindu.
A palavra em Sânscrito é formada pela raiz "drś", “visão” ou “olhar”. Seu sentido nos Vedas Hindu era justamente este, mas incluía o ponto de vista da visão de uma pessoa sagrada, ou a imagem, como uma realidade religiosa que trouxesse uma bênção especial.
Como a parte mais filosófica do Vedas, os Upanishads foram escritos na forma de contemplação, e a “darshana” faz referência também aos meios diferentes em que o Vedas podia ser visto.  Estes meios cristalizaram os seis "pontos de vista, ou seis formulações ortodoxas da filosofia Hindu.
Cada darshana foi apresentado por um autor canônico na forma de sutras (aforismos) que tornou-se o ponto de referência obrigatório para maiores comentários e desenvolvimento deste ponto de vista. As escolas ocidentais da filosofia são vistas frequentemente em conflitos uma com a outra — por exemplo, platonistas e aristotélicos, racionalistas e empiricistas etc. —  ao passo que o darshanas do Hinduísmo, apesar de frequentemente apresentarem articulações contrastantes, são inspirados por uma unidade ao menos implícita.
São apresentados de fato como pontos de vista, acima de tudo diferentes em perspectiva e não em conteúdo final.
Dárshanas são as escolas filosóficas do Hinduísmo. Fazem parte do Smriti e são considerados como "pontos de vista", cada qual concebido por um sábio.

## Ástika Dárshana[1]
São as escolas filosóficas consideradas autorizadas ou reconhecidas como pontos de vista do Hinduísmo.

### Ástika Purusha Dárshana
As três escolas a seguir tratam exclusivamente do Ser (Purusha), caracterizando-se como escolas espiritualistas. Ástika significa "o conhecimento de todas as coisas divinas".

#### Yoga
Yoga significa "união. Codificado por Patañjali, em aproximadamente 360 a.C e tem por objetivo a união do homem consigo mesmo, com os demais e com a Energia Cósmica (Brahman). É uma filosofia predominantemente prática.

#### Samkhya
Samkhya significa "número". Codificado por Kapila, oferece uma exposição teórica perfeita sobre a natureza humana, enumerando e analisando item por item a sua mútua cooperação. 

#### Vedanta
Vedanta significa "final dos Vedas". Codificado por Badarayana, diz que a única Verdade e realidade é Brahman e que todas as coisas são manifestação de Maya (natureza ilusória)

### Ástika Prakriti Dárshana
As três escolas a seguir estão ligadas mais diretamente com a Natureza, a matéria (Prakriti) e sua interpretação. Tem uma base mais material e lógica para a composição de sua teoria.

#### Vaishêshika
Vaishêshika significa "discriminação". A liberdade consiste no conhecimento da realidade, na distinta conceituação dos elementos da mesma realidade. Aceita as nove categorias básicas da matéria como base para a formação do Universo: terra, água, fogo, ar, éter, espírito, mente, tempo e espaço.

#### Nyaya
Nyaya significa "lógica, investigação". Sua meta é a libertação do mundo das experiências e o abandono do ego humano (ahamkára).

#### Mimansa ou Purva Mimansa
Purva significa "antigo, velho"; Mimansa significa "investigação". Purva Mimansa foi fundado por Jaimini. Seu objetivo é ensinar a arte de raciocinar, cujo propósito é a interpretação dos Vedas.

## Nástika Dárshana[1]
As três escolas a seguir não são reconhecidas pelos textos antigos, não são clássicas, porém possuem uma influência muito grande e bases muito sólidas de raciocínio e prática. O termo sânscrito Nástika significa "aquele que não adora nem reconhece deuses e ídolos"

### Buddha
É o Budismo, criado por Siddharta Gautama.

### Cháraka
Escola filosófica e de Medicina. Criado por Cháraka Sesha. Baseia-se no estudo racional e material do Homem, buscando compreendê-lo através de seu comportamento, de sua saúde e karma.

### Jainismo
O Jainismo precedeu o Budismo indiano e possui grande semelhança. Criado por Mahavira.